# Reserva Extrativista do Rio Jutaí
A Reserva Extrativista do Rio Jutaí é uma unidade de conservação federal do Brasil categorizada como reserva extrativista e criada por Decreto Presidencial em 16 de julho de 2002 numa área de 275.532 hectares no estado do Amazonas.